# Германски твърдокосмест птичар
Немски твърдокосмест птичар (още известен като Немски твърдокосмест пойнтер или Немски дратхаар (или накратко просто Дратхаар)) (на немски: Deutsch Drahthaar; на английски: German Wirehaired Pointer) е порода средноголеми (по размер) ловни кучета, произхождащи от Германия. Дратхаарът е помощник на ловеца, послушно куче, работещо със стойка, на недалечно разстояние. Той е пригоден за всички видове лов, обект на птичаря.

## Общ външен вид
На ръст е едро, има масивно и грубо тяло с височина в холката от 57 – 68 см, с жив темперамент и умен поглед. Гръдният му кош е дълбок, а коремът прибран. Ушите са средно дълги и клепнали. Косместата покривка е гъста, твърда, средна дължина (3 – 4 см) и добре прилепнала към тялото. Около веждите има дълги кичури косми, а също на носа и под долната челюст. Най-често кафяв, с множество бели или сивобели петна и точки. Може да бъде сребристосив, прошарен с кафяви петна или едноцветен.

## Класификация поМеждународната федерация по кинология
FСI Стандарт №98/29.11.2000 г. Група 7 – кучета работещи със стойка, Секция 1 – континентални кучета работещи със стойка. С полагане на работен изпит.

## Предназначение и ловни качества
Многостранно ловно куче, работещо със стойка, приложимо за всякакъв вид работа на полето, в гората и водата, както и като апортиращо куче след изстрела. Германският дратхаар търси грижливо, с постоянство и в близост на ловеца. Научава се да работи по кървава диря и едър дивеч. Стойката му е спокойна и твърда. Отличен апортьор е и не се плаши от студената вода и гъстите драки. Издържа на продължителни ловни излети, защото не търси бързо и си щади силите.

## Характер
Смел и твърд, без злоба към дивеча, неагресивен. Извънредно привързан, добър, кротък и внимателен към децата. Той е силен, енергичен и неуморим. Дресира се лесно. Използва се при всякакви условия – в полето, в гъсти гористи места и мочурища за лов на пернат дивеч и зайци. Много темпераментно търсещо в гъста растителност и сурови условия с характерно движение в „совалка“.

### Дресировка
Дресировката на това послушно куче е твърде лесна и няма урок, който то не би могло да усвои. Излишни са всякакви наказания. При неговото обучение с добро ще постигнем всичко. Тази негова изключителна послушност оправдава масовата му употреба от страна на германските ловци.

## История
С въвеждане в употреба на ловната пушка след 1750 г. германците се започнали да развиват и създават такива ловни породи кучета, които да намират по-широко приложение в лова.
През 1882 г. е регистриран клуб „Германски щихелхаар“, през 1887 г. холандецът Корталс регистрира клуб „Грифон“, а през 1897 г. принц Солмс поставя началото на развъдната дейност на германски курцхаар с въвеждането и на племенната книга.
Господата Хегевалд (Зигмунд Фрайхер фон Зайдлиц и Нойкирхен) и Оберлендер си поставят за задача от наличния „материал“ да създадат възможно най-добрата порода грубокосместо куче за всестранно ловно ползване, работещо със стойка. Започват от създаването през 1881 г. на породата Пуделпойнтер. През 1887 регистрират клуб „Пуделпойнтер“. През 1897 г. двамата изработват правилата за всестранни изпитания на създадения специално „Съюз за изпитания на ловни кучета“, регистриран в Берлин през 1891 г.
На 11 май 1902 г. в Щуценхаузен Хегевалд и Оберлендер основали клуб „Германски дратхаар“, който си поставил задача да създаде нова порода – твърдокосмест птичар с универсални полеви качества и „всесезонна“ космена покривка. Така от определените 50 женски кучета възникват майчините линии от породата германски дратхаар. Тези първоначални майчини линии са:
- 16 кучета германски щихелхаар
- 11 кучета германски курцхаар
- 17 кучета пуделпойнтер
- 6 кучета грифон

През 1906 г. се провеждат първите Хегевалд-изпитания за разплодна пригодност на германски курцхаар. През 1920 г. се провеждат Хегевалд-изпитания за разплодна пригодност на рошавите породи кучета (създава се Съюз Хегевалд – обединение на четирите рошави породи дратхаар, щихелхаар, пуделпойнтер и грифон), като се води обща развъдна книга.
През 1928 г. съюз „Германски дратхаар“ поема отговорност за провеждане на Хегевалд-изпитанията и до 1974 г. са изпитания за всички рошави породи. От 1975 г. „Хегевалд“ е изпитание само за кучета, отразени в развъдната книга на германски дратхаар.
Отначало това е съюзно изпитание само за кучета от Германия. През 1979 г. се провежда Международно изпитание за Съюз германски дратхаар в Австрия. Тук се приемат критериите за допускане до Международно Хегевалд изпитание за разплодна пригодност, с цел – да участват най-добрите представители на породата.
Международните Хегевалд изпитания се провеждат по условията на Правилника за есенни изпитания за разплодна пригодност като освен работа във вода, задължителна „дисциплина“ е работа по заешка следа. Освен по работни качества, внимание се отдава и на оценката на формата, конструкцията на тялото и космената покривка на кучето.
Критериите за участие в Международните Хегевалд изпитания са определени и запазени и до днес, както следва:
- минимум 65 точки на пролетни съюзни изпитания (в дисциплината заешка следа нос и претърсване оценката да е не по-малка от „мн.добър“
- без отклонения в психиката
- ясно изразена брада
- форма и косъм – не по-ниска от „добър“
- устойчиви при изстрел
- за женски кучета – да са минали изпитания за злоба към хищници
- да намери, апортира и акуратно да предаде мъртва патица от обрасла, дълбока водна площ.

За придобиване правото за разплод кучето трябва да е на минимум 24 месеца. Резултатите от изпитанията се отразяват в развъдната книга на Съюза на ловните кучета на Германия.
През последните години и в България се наблюдава интерес към провеждането на изпитания по правилниците на германските и световните дратхаар организации.
От 2007 г. Републикански клуб Германски Дратхаар е приет и за асоцииран член на Световния съюз (DD-WV) на годишното заседание по време на 74-тия Хегевалд в Мелдорф/Шлесвиг-Холщайн.
На 19 декември 2008 г. е регистрирано Сдружение Ферайн Дойч Дратхаар България (Verein Deutsch Drahthaar – BG). Сдружението е прието за асоцииран член на Обединение Дойч Дратхаар (VDD) и провежда изпитания за развъдна и ловна пригодност.

## Стандарт на породата[2][7]
В описанието на стандарта е заложено какъв трябва да е германския дратхаар в идеалния случай. Цел на развъждането е описаното в него устойчиво поведение, издръжливо, благородно, средно голямо, но мощно куче работещо със стойка, което на базата на целесъобразната си и хармонична конструкция и на твърдото, напълно защитаващо кожата окосмяване е в състояние да изпълни всички изисквания на разностранния лов. Обединението на германския дратхаар е създало критерии, с които отглеждащите кучета да се съобразяват и които са свързани с правилата за развъждане.

### Тип поведение
Уравновесена нервна система и силно развит ловен инстинкт.

### Размерни съотношения
Дължината на тялото по възможност да е равна на височината в холката или да я превишава най-много с три сантиметра.

### Размери
|                               | FCI     | AKC     | KC        |
| ----------------------------- | ------- | ------- | --------- |
| ръст при холката /мъжки/, см  | 61 – 68 | 61 – 66 | 60 – 67   |
| ръст при холката /женски/, см | 57 – 64 | мин. 56 | 56 – 62   |
| тегло /мъжки/, кг             | 27 – 32 |         | 25 – 34   |
| тегло /женски/, кг            |         |         | 20,5 – 29 |

### Цвят
- Кафяво пъстър (кафяв шимел) със или без петна;
- Черно пъстър (черен шимел) със или без петна;
- Кафяво със или без бяло гръдно петно;
- Светло пъстро.

Останалите цветове не са разрешени.

### Космена покривка
Остра, груба, цялостно прилегнала и гъста. Покриващият косъм е с дължина приблизително 2 – 4 см; гъста, непромокаема подкозина. Контурите на тялото не може да са неясни от дълга козина. Чрез своята твърдост и гъстота, тя трябва да осигурява толкова добра защита срещу атмосферни условия и наранявания, колкото е възможно. По долната част на крайниците, така както и в долната област на гърдите и корема, козината трябва да е по-къса, но не и по-малко гъста, по главата и ушите, козината трябва да е по-къса и в същото време по-гъста, но не по-мека. Ясно изразените вежди и добре развита, но не дълга, толкова груба, колкото е възможно, брада, подчертават непоколебимото изражение.

### Кожа, мускулатура и кости
Кожата е средно дебела, еластична, плътно покриваща тялото. Костите са здрави и добре развити. Мускулатурата е добре развита.

### Глава
Суха, пропорционална на тялото, с удължена клиновидна форма. Черепната част не е много широка, темето е леко изпъкнало. Задтилният издатък е слабо изразен. Надочните дъги не изпъкват рязко. Стопът е плавен, но не загладен. Скулите не изпъкват. Муцуната е с малка гърбица, слабо стесняваща се към носа, малко по-къса от черепната част. Устните са плътни, прилепнали към челюстите. В ъгъла на устата образуват малка гънка. Носната гъба е кафява, средно голяма, с добре развити ноздри. Правоъгълният профил на муцуната се създава само от брадата и мустаците.
Ушите са поставени над линията на очите, висящи, умерено дълги и дебели, с широка основа, стесняващи се към закръглените си върхове. Предният ръб плътно приляга към бузите.
Очите са косо поставени, средно големи, с овална форма. Цветът им е кафяв, като се предпочита по-тъмният нюанс.
Зъбите са бели, здрави, добре развити. Захапката е ножична.

### Шия
Дълга приблизително колкото главата, мускулеста, суха, с леко изпъкнала горна линия и овално сечение.

### Тяло
- Гърди: Умерено широки, дълбоки, с овална форма. Ребрата са добре извити. Плаващите ребра са добре развити и осигуряват плавен преход от гърдите към корема.
- Холка: Добре развита, умерено дълга, изпъква над линията на гърба.
- Гръб: Прав, широк, мускулест и здрав.
- Поясница: Широка, къса, мускулеста, леко изпъкнала, плавно преминаваща в крупата.
- Крупа: Дълга, широка, мускулеста и леко наклонена.
- Корем: Умерено повдигнат.
- Предни крайници: Лопатките са косо поставени, плътно прилепнали към гръдния кош. Ъгълът на раменната става е около 100°. * Подрамената са сухи, мускулести, с добре развити кости. При поглед отпред – прави и успоредни. Метакарпусите са леко наклонени.
- Задни крайници: Сухи, здрави и мускулести. При поглед отзад – прави и успоредни, а отстрани – с добре изразени ъгли на ставните съчленения. Бедрата са дълги и мускулести. Подбедрата са дълги. Метатарзусите са поставени отвесно.
- Лапи: Овални, сводести, с плътно прибрани пръсти. Между пръстите растат гъсти твърди, немного дълги косми. Ноктите са здрави, насочени надолу.
- Опашка: С дебела основа.

### Важно
- Мъжките кучета трябва да имат два нормално развити и ясно различими тестиса, напълно спуснати в торбичката.
- Само функционално и клинично здрави кучета трябва да се използват за разплод.

### Недостатъци
При оценяването на едно куче трябва да се преценява степента, в която недостатъците се отразяват на общия вид на кучето.
Всяко отклонение от гореизложените параметри се счита за недостатък.

#### Сериозни недостатъци
- Къса, тясна или остра муцуна;
- Слаби (лоши) зъби;
- Прекалено спуснати клепачи;
- Вдлъбнат или шаранов гръб;
- Силно обременени;
- Лакти, завъртени навън или навътре;
- Изкривени крака, кравешка скакателна става или събрана отзад при стоеж, а така също и при движение.
- Постоянно движение в раван (конска стъпка, ту на двата леви, ту на двата десни крака) или тръс, нееластична или превзета походка;
- Просветляла козина и недостатъчна подкозина.

#### Дисквалифициращи недостатъци[2]
- Агресивни или прекалено плашливи кучета (особено по отношение на устойчивостта на изстрел[8]);
- Всяко куче, ясно показващо физическа или поведенческа аномалия;
- Прогнатия, обратна или клещовидна захапка, липсващи зъби, различни от P1, твърде близко разположени кучешки зъби;
- различни по цвят очи, „стъклени очи“;
- Вродена завита или пречупена опашка;
- Несъответствие в цвета: черни, дори и да са с петно на гърдите, бели или жълти кучета или меланж на бяло и жълто.

#### Козметични дефекти[8]
Това са отклонения от стандарта, при които няма отклонения в постиженията и ползването на кучето. Според степента им на изразеност и честотата им, кучетата могат да получат дори оценка „отличен“.
- малко плосък стоп
- твърде дълги или широки уши
- липса на вежди